# Партия народного альянса (Соломоновы Острова)
Партия народного альянса (англ. People's Alliance Party, PAP) — политическая партия Соломоновых Островов.

## История
Партия была образована в 1979 году в результате слияния Партии сельского альянса и Народной прогрессивной партии.  На выборах 1980 года она получила 10 из 38 мест, и её лидер Соломон Мамалони стал лидером оппозиции. Когда в 1981 году правительство Объединённой партии Соломоновых Островов (SIUP) пало, Мамалони смог сформировать коалиционное правительство с Национальной демократической партией и независимыми депутатами и стал премьер-министром. Партия получила 12 мест на выборах 1984 года, набрав наибольшее количество голосов. Тем не менее, SIUP выиграла 14 мест, и Партия народного альянса вернулась в оппозицию.
Партия одержала убедительную победу на выборах 1989 года, получив 23 из 38 мест, и Мамалони снова стал премьер-министром. На выборах 1993 года партия сократилась до 9 мест, а правительство Партия национального единства, примирения и прогресса Соломоновых Островов (SIGNUR) получила 20 мест. Однако лидер SIGNUR Фрэнсис Билли Хилли проиграл вотум недоверия в 1994 году, и вместо него премьер-министром вновь был избран Мамалони. На выборах 1997 года Партия получила только 7 мест, в результате чего Мамалони вернулся к должности лидера оппозиции, занимая её вплоть до своей смерти в 2000 году.
На выборах 2001 года партия получила 20 из 50 мест, став самой крупной партией в парламенте,Аллан Кемакеза стал премьер-министром. На выборах 2006 года партия сократилась до 3 мест в парламенте, в котором преобладали независимые депутаты. Она получила 2 места на выборах 2010 года и 3 места на выборах 2014 года.